# Исус-Јуст
Апостол Исус-Јуст познат и као Варсава је био један од седамдесет Христових апостола. Апостол Павле га спомиње у својој Посланици Колошанима (Кол 4,11). Биран је заједно са апостолом Матијом коцком уместо Јуде издајника, али није био изабран.
Био је син Јосифа Обручника. Служио је у ранохришћанској цркви као епископ Елевтеропоља.
Православна црква га прославља 30. октобра по јулијанском календару.